# Plain vanilla
Plain vanilla (en català: simple vainilla) és un adjectiu emprat en anglès amb el significat de «realment senzill, bàsic». Alguns instruments financers, com ara les opcions bàsiques, són qualificades d'opcions plain vanilla per contrast amb les opcions complexes, qualificades d'opcions exòtiques.